# ONCF E 1300
Die E 1300 ist eine Baureihe elektrischer Lokomotiven des marokkanischen Eisenbahnunternehmens Office National des Chemins de Fer (ONCF).

## Geschichte, Beschreibung und Einsatz
Mit den achtzehn Schnellzuglokomotiven der Baureihe E 1300 sollten die letzten vor der Gründung des ONCF gelieferten Fahrzeuge ersetzt werden. Bestellt wurden sie beim französischen Unternehmen GEC Alsthom, sie sind eng mit der Baureihe BB 7200 der französischen Staatsbahn SNCF verwandt. Die Lokomotivkästen entstanden bei der Société cherifienne de construction industrielle et ferroviaire (SCIF) im  marokkanischen Aïn Sebaâ, wo die Maschinen vollständig montiert wurden. Jeweils ein Fahrmotor mit GTO-Chopper-Steuerung treibt beide Achsen der zwei Drehgestelle an. Das als „Nez cassés“ (gebrochene Nasen) bezeichnete Design der Loks stammt von Paul Arzens.
Als Universallokomotiven werden die E 1300 vorwiegend im schnellen Reiseverkehr eingesetzt. Da sie nicht über eine Stromversorgung mit 380 Volt Drehstrom für die Wagen verfügen, wird hierfür ein Generatorwagen in den Zug eingereiht. Auch vor Güterzügen sind die Loks anzutreffen, jedoch selten im Phosphatverkehr, der rund 75 % des Frachtaufkommens des ONCF ausmacht.